# 72037 Castelldefels
72037 Castelldefels este un asteroid din centura principală de asteroizi.

## Descriere
72037 Castelldefels este un asteroid din centura principală de asteroizi. A fost descoperit pe 10 decembrie 2000 la Begues de José Manteca. Asteroidul prezintă o orbită caracterizată de o semiaxă mare de 2,20 ua, o excentricitate de 0,19 și o înclinație de 4,4° în raport cu ecliptica.